# Samostan Kumbum
Samostan Kumbum (tibetansko སྐུ་འབུམ་བྱམས་པ་གླིང་, THL Kumbum Jampa Ling), imenovan tudi tempelj Ta'er, je tibetanska gompa v Lusarju, Šining, Činghaj, LR Kitajska. Ustanovljen je bil leta 1583 v ozki dolini blizu vasi Lusar v zgodovinski tibetanski regiji Amdo. Njegov nadrejeni samostan je samostan Drepung, tik zahodno od Lase. Po pomembnosti je drugi najpogostejši za Laso.

## Opis
Alexandra David-Néel, znana belgijsko-francoska raziskovalka, ki je več kot dve leti preučevala in prevajala tibetanske knjige v samostanu, je o tem povedala:
[P]ostavitev okoliških gorskih verig je ustavila prehod oblakov in jih prisilila, da so se obrnili okoli skalnatega vrha, ki je podpiral gompo, in ustvarili morje bele megle, katere valovi so tiho udarjali ob celice menihov, ovijali gozdnata pobočja in ustvarjali tisoč domišljijskih pokrajin, ko so se kotalili mimo. Nad samostanom so se pogosto razlivale strašne toče, kar so, kot so govorili podeželski ljudje, povzročili zlobnost demonov, ki so želeli zmotiti mir svetih menihov.
Najprej so nas odpeljali v veliko kuhinjo, kjer so duhovniki v velikih bakrenih kotlih s premerom deset čevljev, lepo okrašenih z budističnimi simboli, kuhali tibetanski čaj. Peči so bile običajne blatne, gorivo pa nič drugega kot slama, ki so jo mlajši lame nenehno dodajali v ogenj.

### Izvor: Drevo velikih zaslug
Je Tsongkhapa, ustanovitelj šole Gelug tibetanskega budizma, se je rodil v bližnjem Tsongkhi leta 1357. Po enem izročilu je Tsongkhapin oče vzel poporodno posteljico in jo pokopal tam, kjer je danes samostan, in kmalu je na tem mestu zraslo drevo sandalovec. Druga različica pravi, da je drevo zraslo tam, kjer so na tla padle kapljice krvi iz Tsongkhapove popkovine. Kakor koli že, to drevo je postalo znano kot Drevo velikih zaslug. Listi in lubje tega drevesa naj bi nosili odtise Budovega obraza in različnih mističnih zlogov, njegovi cvetovi pa naj bi oddajali posebno prijeten vonj.
Štiristropni tempelj z zlato streho, zgrajen okoli drevesa, kjer naj bi se rodil Tsongkhapa, se imenuje Zlato drevo (Wylie: gser sdong, metaforično drevo, ki izpolnjuje želje) in velja za najsvetejši kraj v Kumbumu.
Na verandi Zlatega templja se romarji stokrat poklonijo, deske pa se obrabijo v utore, kjer se dotikajo njihove noge in roke. ... Odpeljali so nas v velik tempelj, ki je lahko sprejel dvesto petsto duhovnikov. Veliki stebri so bili prekriti z briljantno tkanimi preprogami, živalskimi kožami in svetlo tibetansko tkanino "pulo". Bila je masa briljantnih, kričečih barv in po mojem mnenju bi bila čudovita v bolj umirjeni svetlobi.
Od tod izvira njegovo kitajsko ime, Tempelj Mali stolp.
Dva katoliška misijonarja, Évariste Régis Huc in Joseph Gabet, ki sta sem prispela v 1840-ih, ko je drevo še živelo, sta bila popolnoma pripravljena zavrniti Drevo velikih zaslug kot le še eno domišljijsko legendo.
»Preplavila nas je popolna groza od začudenja«, je Huc zapisal v svoji slavni knjigi Potovanja po Tartariji, »ko smo ugotovili, da so bili na vsakem listu dejansko lepo oblikovani tibetanski znaki ... Naš prvi vtis je bil sum goljufije s strani lam;« »... vendar po natančnem pregledu vsake podrobnosti nismo mogli odkriti niti najmanjše prevare.«
Odseki tega drevesa so zdaj ohranjeni v stupi v Velikem zlatem templju.
Zlati tempelj s strešniki je cenjen po vsem Tibetu in Mongoliji. Je majhna stavba s streho iz čistega zlata. V notranjosti je poln čudovitih relikvij, velikih zastav iz svilenega brokata, imenovanih katas, čudovitih zlatih in srebrnih svetilk, tisočih majhnih posod, ki gorijo maslo, kolosalne figure Tsong Kape, za katero pravijo, da je narejena iz zlata. Vse je v poltemi, kar prispeva k mističnemu učinku, soj maslenih svetilk pa je osvetlil nekatere lepo izdelane tempeljske posode ali nenavaden prazen obraz neke svetniške podobe Bude.

## Zgodovina

### Ustanovitev
V 1360-ih je Tsongkhapova mati s pomočjo domačinov na mestu njegovega rojstnega kraja dala zgraditi majhen tempelj s stupo.
Leta 1560 je meditator Tsöndrü Gyeltsen (Wylie: brtson 'grus rgyal mtshan) tam zgradil majhen samostan, imenovan Gonpalung, za intenzivno meditacijsko prakso. Sprva je imel hkrati sedem menihov, kmalu pa se je razširil na petnajst.
Leta 1576 je Altan Kan (1507–1583) iz tumedskih Mongolov povabil bodočega 3. dalajlamo, Sönama Gjatsoja (1543–1588), da v Mongolijo prinese budizem. Potem ko je Altan Kan sprejel budizem, je Sönamu Gjatsu dal naziv Dalajlama: Dalaj je mongolski prevod imena Gjatso - »ocean«.
Na poti na srečanje z Altan Kanom blizu jezera Činghaj se je 3. dalajlama ustavil v osamljenem zatočišču ob svetem drevesu, ki označuje kraj, kjer se je rodil Tsongkhapa. Prosil je Tsöndrüja Gjeltsena, naj na tem mestu zgradi večji samostan in ga imenoval za glavnega lamo. Samostan je bil v celoti zgrajen leta 1583, okoli Drevesa velikih zaslug pa je bila postavljena ograja. Ustanovljen je bil letni molitveni festival Monlam (Wylie: smon lam), podoben tistemu v Lasi. Novi samostan se je imenoval Kumbum Jampa Ling. Kumbum pomeni '100.000 razsvetljujočih teles Bude'. Ime je dobil po 100.000 podobah Siṃhanāde, ki se pojavljajo na listih svetega sandalovca. Jampa ling pomeni 'Maitrejev samostan'. To se nanaša na Maitrejev tempelj, ki ga je Tsöndrü Gjeltsen zgradil desno od dragocenega drevesa.
Prvi nosilec prestola Kumbuma je bil Düldzin Özer Gjatso (Wylie: 'dul 'dzin 'od zer rgya mtsho, rojen leta 1557). Leta 1603 se je v Kumbumu ustavil 4. dalajlama (1589–1616) na poti iz rodne Mongolije v Ü-Tsang. Takrat je razglasil potrebo po izgradnji študijskega oddelka in imenovanju Düldzina Özerja Gjatsa za vodjo celotnega samostana. Na Kumbumovem Monlamu leta 1612 se je Düldzin Özer Gjatso prvič povzpel na opatski prestol in odprl debatni kolidž (Wylie: dpal ldan bshad grub gling grwa tshang).
Do sredine 20. stoletja je samostan Kumbum vključeval trideset templjev in približno tisoč hiš.
Huiški general Ma Bufang je bil pokrovitelj Čoekija Gjaltsena, 10. pančenlame, in gibanja Njingma proti dalajlami. Činghaj je služil kot 'zatočišče' za člane gibanja Njingma. Ma Bufang je dovolil, da je samostan Kumbum popolnoma samoupravljal pančenlama.

### Samostanski kolidži
Kumbum ima štiri samostanske kolidže ali fakultete (dratsang). Največji je debatni kolidž ali fakulteta za logiko, Šadupling Dratsang. Večina njegovih oddelkov uporablja učbenike Džetsunpe Čokji-gjeltsena (1469–1544), kot na primer na kolidžih Ganden Džangtsej in Sera Džej blizu Lase. Nekaj oddelkov sledi učbenikom Kunkjena Džamjang-Džajpe Ngavang-tsondruja (1648–1722), kot na primer na kolidžu Gomang v samostanu Drepung in samostanu Labrang. Najvišji stopnji Geše Rabjampe in Geše Šajrampe se vsako leto podeljujejo na molitvenem festivalu Kumbum Monlam.
Gyüpa Dratsang, tantrični kolidž ali Sangnggag Dechenling Datsang, je leta 1649 ustanovil Čodžej Legpa-gjatso. Učni načrt sledi učnemu načrtu spodnjega tantričnega kolidža Gjumay v Lasi. Po preučevanju glavnih besedil in komentarjev tantre Guhjasamāja, tantre Cakrasaṃvara (Wylie: bde mchog) in tantre Vadžrabhairava menihi prejmejo stopnjo geše ngagrampa.
Leta 1711 je Čuzang Lozang-tenpaj-gjeltsen zgradil nov tantrični kolidž, Ngagpa Dratsang. Leta 1723 so vojske Čing hudo poškodovale štiri velike samostane v regiji Činghaj – Kumbum, Gonlung, Serkog in Čuzang, mnogi menihi pa so zbežali. Kmalu zatem je poveljnik Čing prosil 21. prestolonaslednika, naj novi Ngagpa Dratsang preuredi v medicinski kolidž in to je bilo storjeno. Z imenovanjem več znanih zdravnikov je bil leta 1725 odprt Medicinski kolidž Menpa Dratsang Sorig-dargyej-dženpen-norbuling. V času 22. prestolonaslednika je postal ločen kolidž. Diplomirani zdravniki so prejeli diplomo Menrampa.
Četrti kolidž v Kumbumu je kolidž Kalačakra, Dükhor Dratsang ali Dukor Dratsang Rigden Losel ling. Ustanovil ga je leta 1820 Ngavang Šedrub Tenpé Njima. Menihi na tem kolidžu študirajo tudi astrologijo in po zaključku izobraževanja prejmejo diplomo tsirampa.

## Trenutno stanje
Pred letom 1958 je imel Kumbum 3600 menihov. Trenutno jih je 400, saj je samostan od poznih 1950-ih prizadela kitajska komunistična politika. Od teh jih je 300 na kolidžu za debato, ostali pa so enakomerno porazdeljeni med ostale tri kolidže. Tradicionalno je bila večina menihov Kumbum Tibetanci iz Amda, kot v samostanu Labrang. Preostali so bili Khalkha Mongoli iz Mongolije (Wylie: phyi sog) ali Notranje Mongolije (Wylie: phyi sog), Zgornji Mongoli (Wylie: smad sog, nang-sog) iz Amda vzhodno od Kumbuma ali Yuguri (Wylie: yu gur) iz Gansuja.
Kumbum je še vedno pomembno romarsko središče za vernike in učenjake Vadžrajane, ki ga vsako leto obišče več tisoč ljudi. Arjia tulkuji tradicionalno zasedajo položaj opata Kumbuma. 8. Arjia Rinpoče je leta 1998 odšel v izgnanstvo v Združene države. Trenutno gradi izgnanski kampus samostana Kumbum v Bloomingtonu v Indiani, znan kot Kumbum Čamtse Ling ali Kumbum West.
Samostan Kumbum je še vedno v veliki meri zakladnica tibetanske kulture in umetnosti, vključno z različnimi skulpturami, kipi in verskimi artefakti. Zagotovo je to zakladnica zahodnega spoštovanja do Tibeta, saj je tam preživelo nekaj časa veliko popotnikov z Zahoda, razen Davida-Néela (Paul Pelliot, Ella Maillart, Peter Fleming, Evariste Huc, André Migot).